# Piotr Hofmański
Piotr Józef Hofmański (* 6. března 1956 Poznaň) je polský právník. Od roku 2021 do 2024 byl předsedou Mezinárodního trestního soudu.
Vystudoval Univerzitu Mikuláše Koperníka v Toruni a zaměřil se na trestní právo. Později působil na Slezské univerzitě v Katovicích, kde získal roku 1990 docenturu. Poté odešel na Bělostockou univerzitu, kde vedl katedru trestního práva a byl proděkanem právnické fakulty, od roku 2000 je profesorem Jagellonské univerzity. Je také členem vědecké rady Ústavu práva Polské akademie věd. Publikoval více než tři sta odborných prací.
Pracoval jako státní zástupce a u odvolacího soudu. Od roku 1996 působil v Nejvyšším soudu Polska a v roce 1999 se stal jeho mluvčím. Byl vybrán do prezidentské kodifikační komise a od roku 2001 byl právním poradcem Rady Evropy. V roce 2015 se stal jako první Polák soudcem Mezinárodního trestního soudu v Haagu a pracoval v odvolací komoře. Po šesti letech byl zvolen jeho předsedou na tříleté funkční období, které začalo 11. března 2021. Působí také v organizaci International Gender Champions a je členem Mezinárodní asociace trestního práva. V roce 2000 se stal nositelem Záslužného kříže. 
Opakovaně kritizoval polskou vládu za narušování nezávislosti justice; v roce 2021 prohlásil, že Polsko nesplňuje v právní oblasti kritéria pro členství v Evropské unii.